# Список памятников репрессированным геям и лесбиянкам
После окончания Второй мировой войны во многих городах и странах были воздвигнуты памятники гомосексуальным жертвам нацистского режима. Такие памятники расположены во Франкфурте-на-Майне, Амстердаме, Сан-Франциско, Сиднее и т. д. В данной статье памятники приводятся в порядке их установки от первого к последнему.

## Маутхаузен
Мемориальная доска, посвящённая памяти гомосексуалов-жертв национал-социализма, была установлена 9 декабря 1984 года в бывшем концлагере Маутхаузен (Австрия) по инициативе ЛГБТ-организации HOSI Wien. Она стала первым подобного рода памятником в мире.
Первые памятные знаки на территории Маутхаузена были посвящены памяти жертв по странам, в том числе СССР, Франции (1949), Польши (1956) и ФРГ (1983). Первая мемориальная доска, посвящённая отдельной группе узников была установлена в 1970 году в память о женщинах-заключённых. Попытки HOSI увековечить память гомосексуальных жертв нацизма предпринимались и до 1984 года: начиная с осени 1980 года члены участвовали в церемониях поминовения жертв, организованных в Маутхаузене, однако их попытки наталкивались на отказы и неприятие других групп жертв.
Мемориальная доска представляет собой гранитный треугольник со стороной 120 см. Выбор формы памятного знака напоминает о нашивках, использовавшихся для пометки заключённых в концентрационных лагерях, и вместе с этим следует переосмыслению символики розового треугольника как символа ЛГБТ-сообщества и напоминания о том, что преследование гомосексуалов не должно повториться.
Надпись на памятнике:

«Убитым и замолчанным гомосексуальным жертвам национал-социализма. Гомосексуальная инициатива Австрии 1984».
Оригинальный текст (нем.)«Totgeschlagen Totgeschwiegen Den homosexuellen Opfern des Nationalsozialismus Die  homosexuellen Initiativen Österreichs 1984»
Надпись указывает как на преследование гомосексуалов во время национал-социализма, так и на отсутствие усилий по увековечиванию памяти гомосексуальных жертв после 1945 года. Самим фактом своего существования мемориальная доска увековечивает память об отсутствии увековечивания памяти гомосексуальных жертв и дискурсивное пространство, в котором оное увековечивание должно происходить.
У мемориальной доски регулярно проходят возложения цветов и памятных венков. В 1985 году подобная акция, посвящённая сорокалетию освобождения концентрационного лагеря Маутхаузен, привела к столкновению с представителем одной из других групп жертв. В 1998 году цветы и венки возложил президент Австрийского Национального совета Хайнц Фишер, в 2004 году — депутат парламента Австрии Барбара Праммер.

## Нойенгамме
В 1985 году аналогичный мемориальный камень был установлен в бывшем концлагере Нойенгамме (Гамбург, Германия). Надпись на памятнике гласит: «Гомосексуальным жертвам национал-социализма. 1985».

## Дахау
В бывшем концлагере Дахау мемориальная доска «Розовый треугольник», увековечивающая память гомосексуалов-жертв национал-социализма, была установлена в 1994 году. Надпись на памятнике:

«Убитым и замолченным гомосексуальным жертвам национал-социализма. Гомосексуальная инициатива Мюнхена 1985».
Оригинальный текст (нем.)«Totgeschlagen Totgeschwiegen Den homosexuellen Opfern des Nationalsozialismus Die  homosexuellen Initiativen Münchens 1985»
Первые попытки увековечивания памяти гомосексуалов в Дахау восходят к 1960-м годам. В ответ на многочисленные письма ЛГБТ-организаций «Международный комитет Дахау» (организация бывших заключенных, которая занималась обустройством музея) ответила, что розовый треугольник изображён на схеме пометки заключённых в концентрационных лагерях и прекратила переписку.
Следующая попытка была предпринята в декабре 1984 года, когда протестантская организация Action Sign of Atonement, активно финансировавшая деятельность добровольцев в Дахау, организовала выставку «Гомосексуальность и политика с 1900 года». На основании материалов, представленных на выставке, в феврале 1985 года мюнхенское отделение организации «Гомосексуальность и церковь» вновь направило письмо в «Международный комитет Дахау». Ответ комитета заключался в том, что внесение изменений в экспозицию потребует одобрения всех членов комитета. Тогда четыре местных ЛГБТ-организации поддержали инициативу «Гомосексуальности и церкви»: им удалось заручиться поддержкой бельгийского объединения гомосексуалов, члена западногерманского парламента Отто Шили и известного протестантского богослова Хельмута Голлвитцера. В октябре 1985 года была заказана треугольная плита из розового гранита с процитированной выше надписью. ЛГБТ-организации просили разрешить им установление этой плиты в зале музея, посвящённом воспоминаниям о частных лицах. Эта просьба была отклонена и плита была размещена в читальне Евангелической церкви на окраине концлагеря. Памятный знак был установлен на его сегодняшнем месте только в 1994 году, когда сменилось стареющее руководство «Международного комитета».

## Амстердам
5 сентября 1987 года на площади Вестермаркт в Амстердаме (Нидерланды) был открыт Гомомонумент (нидерл. Homomonument). Памятник, построенный по проекту нидерландской художницы Карин Даан, посвящён памяти всех геев и лесбиянок, которые подвергались угнетению и преследованию из-за своей сексуальной ориентации. Монумент был создан, чтобы поддержать и вдохновить гомосексуальных мужчин и женщин в их борьбе против дискриминации и репрессий.
Идея увековечивания памяти гомосексуальных жертв Второй мировой войны появилась в самом начале организованного нидерландского гей-движения, ещё в 1961 году. Однако инициатива столкнулась с рядом препятствий и была реализована только в 1987 году.
Монумент представляет собой три розовых треугольника из гранита, установленных на земле так, чтобы они в совокупности смотрелись как один большой треугольник. Первый треугольник покоится на воде, второй — на земле и имеет 60 см в высоту, а третий треугольник находится на уровне улицы. Три измерения монумента символизируют память о прошлом, противостояние дискриминации и репрессиям в настоящем и напутствие на будущее

## Берлин
В 1989 году в Берлине на площади Ноллендорфплац на опоре железной дороги была открыта мемориальная доска «Розовый треугольник». Этот район с начала 20 века известен как гей-район, в нём часто селились геи и располагались гей-бары. Начиная с января 1933 почти все бары вокруг Ноллендорфплац были закрыты нацистами или использовались ими для составления «розовых списков» (списков гомосексуалов). Надпись на доске гласит: «Убитым и замолченным гомосексуальным жертвам национал-социализма».
В 2008 году в берлинском парке Большой Тиргартен напротив памятника погибшим во время Холокоста евреям создан Мемориал гомосексуалам — жертвам нацизма.
Памятник скульпторов Михаеля Эльмгрина и Ингара Драгсета представляет собой бетонный прямоугольный параллелепипед, высотой 3,6 метра и шириной 1,9 метра, несколько наклонённый набок, на лицевой стороне которого прорублено окошко. Через него посетители могут увидеть небольшой фильм с двумя целующимися мужчинами. Рядом установлена доска с историей преследования гомосексуалов в Германии.

## Болонья
25 апреля 1990 года в парке виллы Кассарини (Болонья, Италия) был открыт мемориальный камень «Розовый треугольник». Надпись на памятнике гласит: «Гомосексуальным жертвам расистского нацифашизма. 25 апреля 1990. 45 годовщина освобождения».

## Заксенхаузен
В 1992 году в бывшем концлагере Заксенхаузен (Бранденбург, Германия) установлена мемориальная доска с надписью: «Убитым и замолченным гомосексуальным жертвам национал-социализма»

## Гаага
В 1993 году на улице Конингиннеграхт (нидерл. Koninginnegracht) неподалёку от парка Мадюродам в центре Гааги был открыт памятник Гомомонумент (нидерл. Homomonument in Den Haag). Скульптура установлена в память о гомосексуалах-жертвах Второй мировой войны, кроме того, она является знаком борьбы ЛГБТ-сообщества против дискриминации.
Автором памятника выступил скульптор Тео тен Хаве. Памятник представляет собой металлический завиток с переходящим градиентом цвета: от синего внизу до розового вверху. Символика композиции: самосознание жизни гомосексуала; зелёный газон — общество, синяя основа — осознание, узел — конфликт, розовый парус — освобождение.
Впервые предложение установить в Гааге монумент в память о гомосексуальных жертвах Второй мировой войны было высказано зимой 1984 года организаций гомосексуалов Flikkervuistje. Двумя годами позднее, весной 1986 года было получено согласие муниципалитета. Открытие монумента было запланировано на 1989 год, однако неоднократно переносилось и в итоге состоялось в 1993 году. С тех пор у памятника ежегодно проходят церемонии памяти жертв Второй мировой войны.

## Франкфурт-на-Майне
В 1994 году на площади Клауса Манна во Франкфурте-на-Майне (Германия) был установлен памятник Франкфуртский ангел скульптора Розмари Троккель.
Памятник представляет собой фигуру ангела с отсечённой головой. Статуя помещена на восьмигранный бронзовый пьедестал, на котором высечена надпись: «Гомосексуальные мужчины и женщины преследовались и убивались в нацистской Германии. Позже эти преступления отрицали, об убитых умалчивали, оставшихся в живых презирали и осуждали. Мы напоминаем об этом для осознания того, что мужчины, которые любят мужчин, и женщины, которые любят женщин, снова могут подвергнуться преследованию. Франкфурт-на-Майне. Декабрь 1994».

## Кёльн
В 1995 году памятник гомосексуальным жертвам нацизма скульптора Ахима Цинкана был установлен на набережной Рейна около моста Гогенцоллернов в Кёльне (Германия).
Мемориал состоит из серого гранита в который врезан треугольник розового гранита, имеет высоту 120 см и длину 69 см. Надпись: «Убитым и замолченным гомосексуальным жертвам национал-социализма»

## Сидней

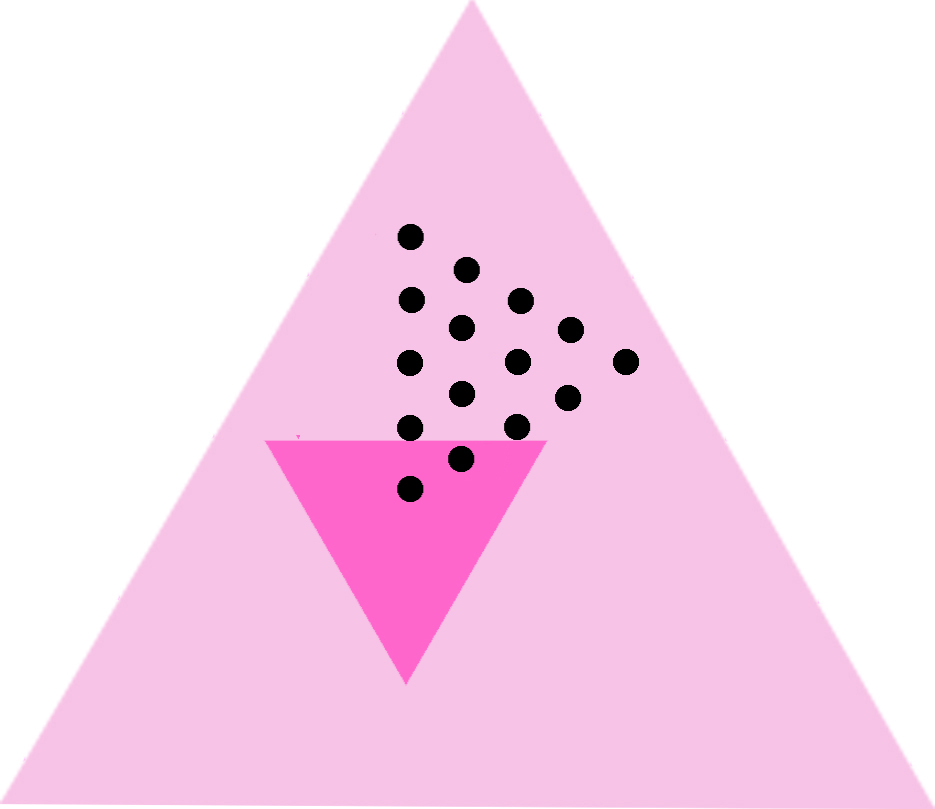

27 февраля 2001 года в Сиднее (Австралия) был открыт мемориал, посвящённый памяти всех людей, которые подвергались преследованию и дискриминации из-за своей сексуальной ориентации и гендерной идентичности.
Место установки было выбрано неслучайно — Грин-парк (Green Park) является традиционным гей-кварталом в Сиднее, кроме того он находится напротив Еврейского музея, что согласно задумке авторов указывает на пересечение исторических судеб двух ущемляемых меньшинств.
Идея памятника появилась ещё весной 1991 года, но реализация стала возможна только спустя 10 лет, при поддержке Южного сиднейского муниципального совета. Автор идеи памятника Китти Фишер (Kitty Fischer), будучи еврейкой по национальности, вместе со своей сестрой пережила Освенцим благодаря помощи узника-гомосексуала, который отдавал свою еду детям.
Проект выполнен художниками Расселом Родриго (Russell Rodrigo) и Дженнифер Гэмбл (Jennifer Gamble). Мемориал, размещённый на треугольной площадке, представляет собой абстрактную композицию из двух элементов: основание в виде призмы розового треугольника, на котором размещено историческое фото узников-гомосексуалов в концлагере и памятная надпись, переходит в пятнадцать чёрных стальных колонн, выстроенных в форме чёрного треугольника. Розовый и чёрный треугольники были метками узников-гомосексуалов в концлагерях Третьего рейха (мужчин и женщин соответственно).
Хотя мемориал часто называют памятником геям и лесбиянкам, погибшим во время Холокоста, он был задуман как памятник всем гомосексуальным людям, которые страдали и продолжают страдать от дискриминации и преследований во всех странах и во все времена. Кроме того он призван играть роль символа послания в будущее во искоренение несправедливости в отношении сексуальных меньшинств и достижение полного равноправия. Надпись на монументе гласит:

Мы помним вас, пострадавших или умерших от чужих рук. Женщины, которые любили женщин, мужчины, которые любили мужчин; и всех тех, кто отказался играть ожидаемую от него роль. Ничто не вытеснит вашу гибель из нашей памяти.
Оригинальный текст (англ.)We remember you whe have suffered or died at the hands of others. Women who have loved women, men who have loved men; and all of those who have refused the roles others have expected us to play. Nothing shall purge your deaths from our memories.

## Сан-Франциско
23 июня 2003 года в Сан-Франциско (США) на пересечение 17-й улицы и Кастро-Стрит, напротив площади Харви Милка был открыт Мемориальный парк Розового треугольника, работы художников Роберта Брюса и Сьюзен Мартин
В парке треугольной формы стоит 15 трёхгранных колон, увенчанных розовыми треугольниками, которые расположены так, что составляют на склоне равнобедренный треугольник. Колонны символизируют 15.000 гомосексуалов, погибших в концлагерях нацистской Германии. По парку идёт дорога, в середине имеющая площадку в виде розового треугольника.

## Рисиера ди Сан Савва
В январе 2005 года в бывшем концлагере Рисьера-ди-Сан-Сабба по инициативе миланской ЛГБТ-организации Circolo Arcobaleno (Круг Радуги) при Arcigay была установлена Мемориальная доска в память о гомосексуальных жертвах национал-социализма Дата установления мемориальной доски, 27 января 2005, была выбрана в связи с пятым днём памяти жертв Холокоста, отмечаемом в Италии, начиная с 2001 года.
Мемориальная доска расположена в малом внутреннем дворе комплекса Рисьера ди Сан Сабба, рядом с памятными знаками, увековечивающими память других жертв. Треугольник напоминает о нашивках, использовавшихся для пометки заключённых в концентрационных лагерях.
Надпись на памятнике:

«Против всех форм дискриминации. Circolo Arcobaleno Arcigay Arcilesbica Триеста. В память гомосексуальных жертв нацистского фашизма, 27 января 2005».
Оригинальный текст (итал.)«Contro tutte le discriminazioni, il circolo Arcobaleno Arcigay Arcilesbica di Trieste ricorda le vittime omosessuali del nazifascismo»
Ряд источников ошибочно называют памятный камень в Рисиера ди Сан Сабба первым подобным памятным знаком в Италии.
Памятник в Рисиера ди Сан Сабба был установлен после двух лет дискуссии. Против установления памятника выступил Роберто Мениа, депутат от партии «Национальный альянс», назвав установление памятника «фальсификацией истории» и сравнив преследование гомосексуалов с репрессиями итальянского населения в Истрии. Президент движения ЛГБТ-либералов и правоцентристов GayLib Энрико Олиари заявил, что в Италии, в отличие от Германии, не было уголовной ответственности за действия сексуального характера между лицами мужского пола и что вместо установления памятного знака в Рисиера ди Сан Сабба «должны помнить о миллионах погибших в советском ГУЛаге и трудовых лагерях UMAP на Кубе». С поддержкой инициативы установления памятника выступил секретарь партии «Левые демократы» Фабио Омеро. Омеро указал на то, что и в отсутствии уголовной ответственности, гомосексуалы в Италии подвергались репрессиями, и что память о жертвах фашизма не должна ограничиваться погибшими в самой Рисиере ди Сан Сабба.
Деньги на установление памятника были собраны ЛГБТ-общиной.
В 2006 году в Рисиере Сан Сабба состоялась выставка «Гомокост, забытое уничтожение гомосексуалов» (итал. «Omocausto, lo sterminio dimenticato degli omosessuali»). У мемориального знака проводятся церемонии памяти жертв: в 2008 и 2011 годах делегация Circolo Arcobaleno возложила венок в форме розового треугольника.

## Монтевидео
В 2005 году на улице Старой полиции в Монтевидео (Уругвай) была открыта Площадь и памятник сексуального разнообразия. Памятник, установленный в центре площади, представляет собой трёхгранную призму высотой приблизительно один метр, косо усечённую сверху. Призму венчает плита из розового гранита с чёрными прожилками, имеющая форму равностороннего треугольника. Надпись на плите: «Чествование разнообразия есть чествование жизни. Монтевидео в знак уважения всех видов сексуальной идентичности и ориентации. 2005 год».

## Бухенвальд
В 2006 году в бывшем концлагере Бухенвальд (Германия) был установлен Мемориальный камень «Розовый треугольник». Надпись: «В память о гомосексуальных мужчинах, которые пострадали здесь.
Примерно 650 заключённых с розовыми треугольниками находились в Бухенвальде между 1937 и 1945. Многие из них погибли».

## Барселона
6 октября 1991 года группой в парке де ла Сьютаделья неонацисты убили транссексуальную женщину Соню Рескалво Зафра (Sonia Rescalvo Zafra). В 1993 году на месте гибели Сони «Фронт освобождения геев» установил мемориальную доску. В 2011 году мэрия Барселоны установила здесь же мемориальный камень «Розовый треугольник» с надписью «Памяти геев, лесбиянок и транссексуалов, которые подвергались преследованиям и репрессиям на протяжении всей истории. Барселона 2011». 6 октября 2013 года площадь была переименована в La Glorieta de la Transexual Sònia и стала первым европейским городским пространством, названным в честь транссексуала.
В пригородах Барселоны также расположены памятники репрессированным геям и лесбиянкам: в Ситжесе и Рипольете.

## Тель-Авив
В 2013 году в Меир-парке Тель-Авива (Израиль) был открыт мемориал гомосексуальным жертвам Холокоста. Он стал первым памятников жертвам Холокоста нееврейского происхождения в Израиле. Надпись: «В память о тех, кого преследовал нацистский режим из-за их сексуальной ориентации и гендерной идентичности».

## Вервье
18 мая 1940 года бельгийский город Вервье вместе с частью немецкоязычной Бельгии был включен в состав нацистской Германии, то есть, на жителей Вервье распространялся уголовный кодекс Германии, и в том числе параграф 175, предусматривавший наказание за мужеложство. В 2007 году в здании L’Harmonie, неподалёку от центрального вокзала была установлена мемориальная доска, изображающая наголо обритого человека в полосатой униформе заключённого с розовым треугольником на груди. На мемориальной доске приведена цитата из романа «Escal-Vigor» (1899) бельгийского писателя Жоржа Экхоуда, описывающая любовь двух мужчин, а также посвящение:

посетителям, помнящим этих давно убитых мучеников, а главное, как напоминание о том, что в нашей стране, гомофобия не мнение, а преступление, такое же как и другие формы дискриминации
Оригинальный текст (фр.)pour que ses visiteurs se souviennent de ce martyre trop longtemps tu, mais surtout, pour rappeler que, dans notre pays, l’homophobie n’est plus une opinion mais un délit au même titre que toutes les formes de discrimination

## Любек
См. статью Denkmal für im Nationalsozialismus verfolgte Homosexuelle in Lübeck (нем.)

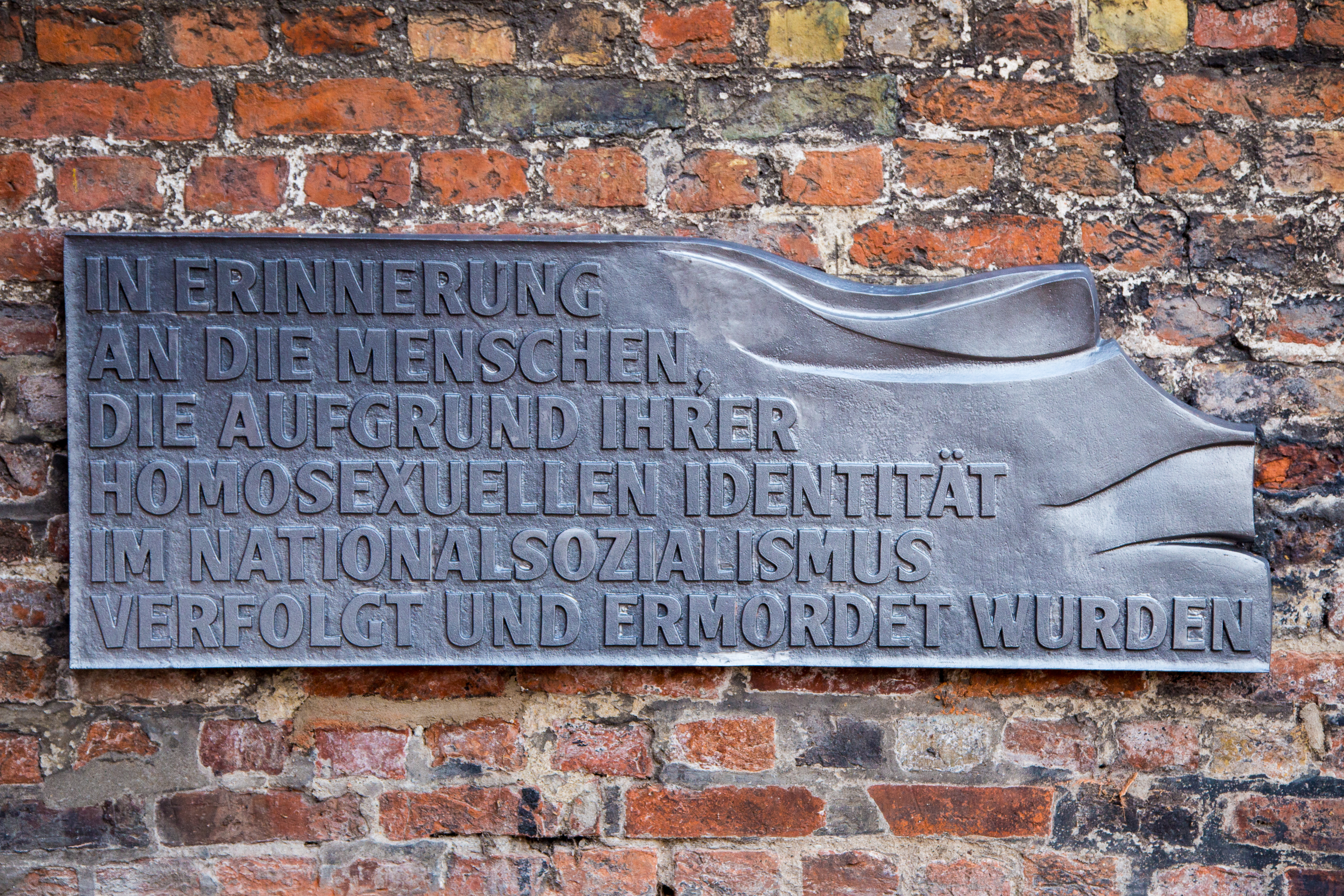

23 января 2016 года мемориальная доска гомосексуальным жертвам нацизма была установлена в немецком городе Любек. На доске выгравирован текст:

Памяти людей, преследуемым и убитым во время национал-социализма по причине их гомосексуальной идентичности
Оригинальный текст (нем.)„In Erinnerung an die Menschen, die aufgrund ihrer homosexuellen Identität im Nationalsozialismus verfolgt und ermordet wurden“

## Другое

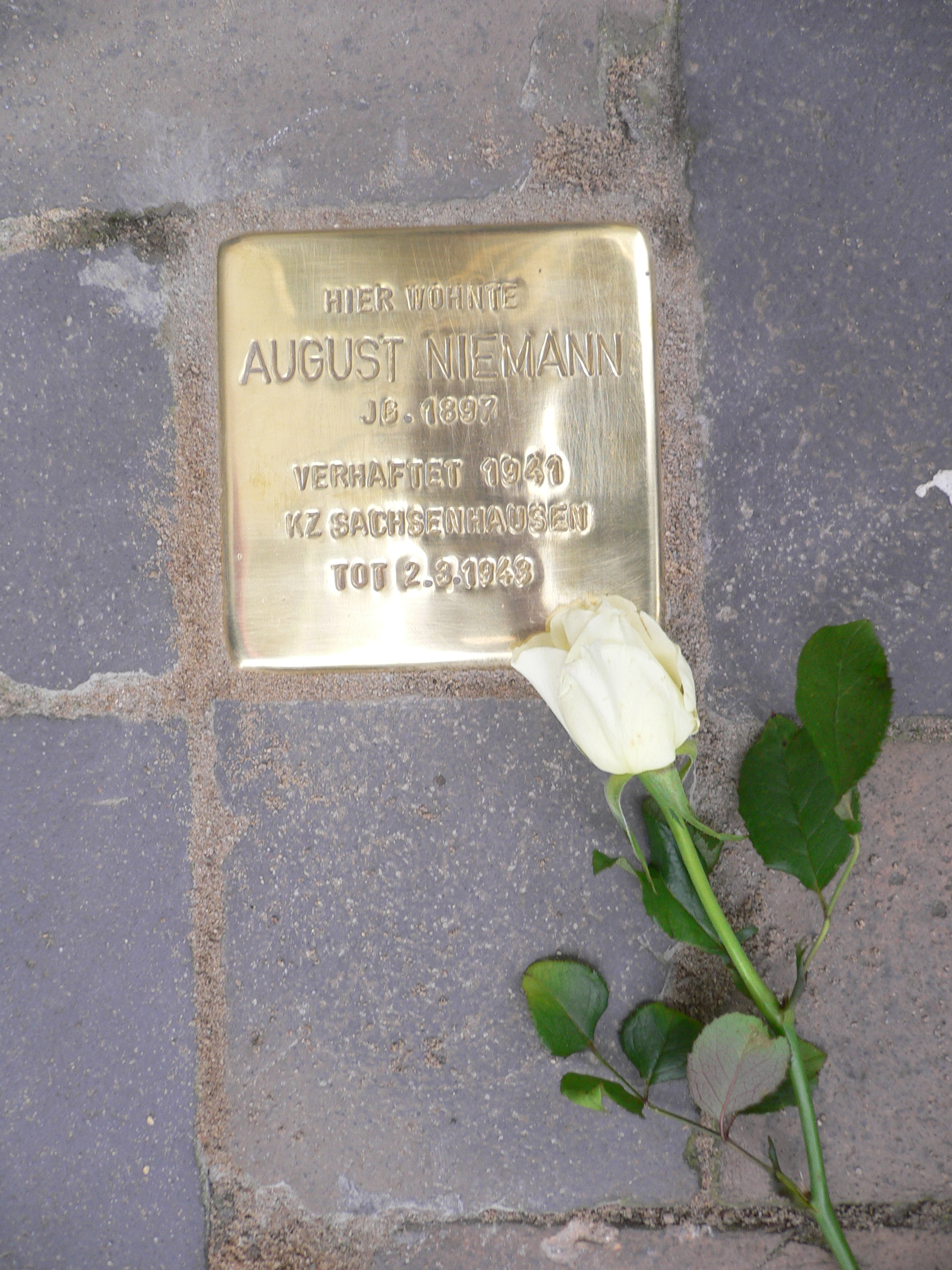
Камень преткновения Августа Неманна, осуждённого по 175-му параграфу

Существует ряд проектов будущих аналогичных памятников. Так, на момент лета 2010 года идёт обсуждение возможности установки мемориала в Вене, Австрия.
С 2007 года в разных городах Европы в рамках проекта Гюнтера Дэмнинга «Камни преткновения» при поддержке исследователя Бернхарда Розенкранца устанавливаются именные памятные знаки перед домами геев и лесбиянок, пострадавших от нацистского режима.